# دیر شیخ حسین
دیر شیخ حسین (انگلیسی: Sheikh Hussein) شهری در جنوب شرقی اتیوپی است که در منطقه باله از منطقه اورومیا واقع شده است. این شهر در مختصات ۷°۴۵′ شمالی ۴۰°۴۲′ شرقی / ۷٫۷۵۰°شمالی ۴۰٫۷۰۰°شرقی و در ارتفاع ۱۳۸۶ متری از سطح دریا قرار دارد. آژانس مرکزی آمار تاکنون برآوردی از جمعیت این شهر در سال ۲۰۰۵ منتشر نکرده است.
این منطقه از سال ۲۰۱۱ به‌عنوان یک مکان مذهبی، فرهنگی و تاریخی در فهرست میراث جهانی در اتیوپی ثبت شده و تحت حفاظت میراث جهانی یونسکو قرار دارد.

## مروری کلی
در ۲۳ دسامبر ۲۰۰۷، روزنامه Addis Fortune گزارش داد که شرکت ساختمانی SATCON، یک شرکت متعلق به اتیوپی، پروژه‌ای چهار ساله را برای ساخت جاده‌ای به طول ۱۷۰ کیلومتر در منطقه کوهستانی اورومیا به پایان رسانده است. این جاده شهر شیخ حسین را به شهر میچتا، واقع در ورده دارو لابو از منطقه غربی هررگه، متصل می‌کند. این جاده به‌طور رسمی در ۱۹ دسامبر افتتاح شد.
آرتور دونالدسون اسمیت در ۲۱ سپتامبر ۱۸۹۴ به شیخ حسین رسید و چند روز را در این منطقه سپری کرد. پس از آن، همراه او از مقبره دستیار شیخ حسین، شیخ محمد، بازدید کرد.

## آرامگاه شیخ

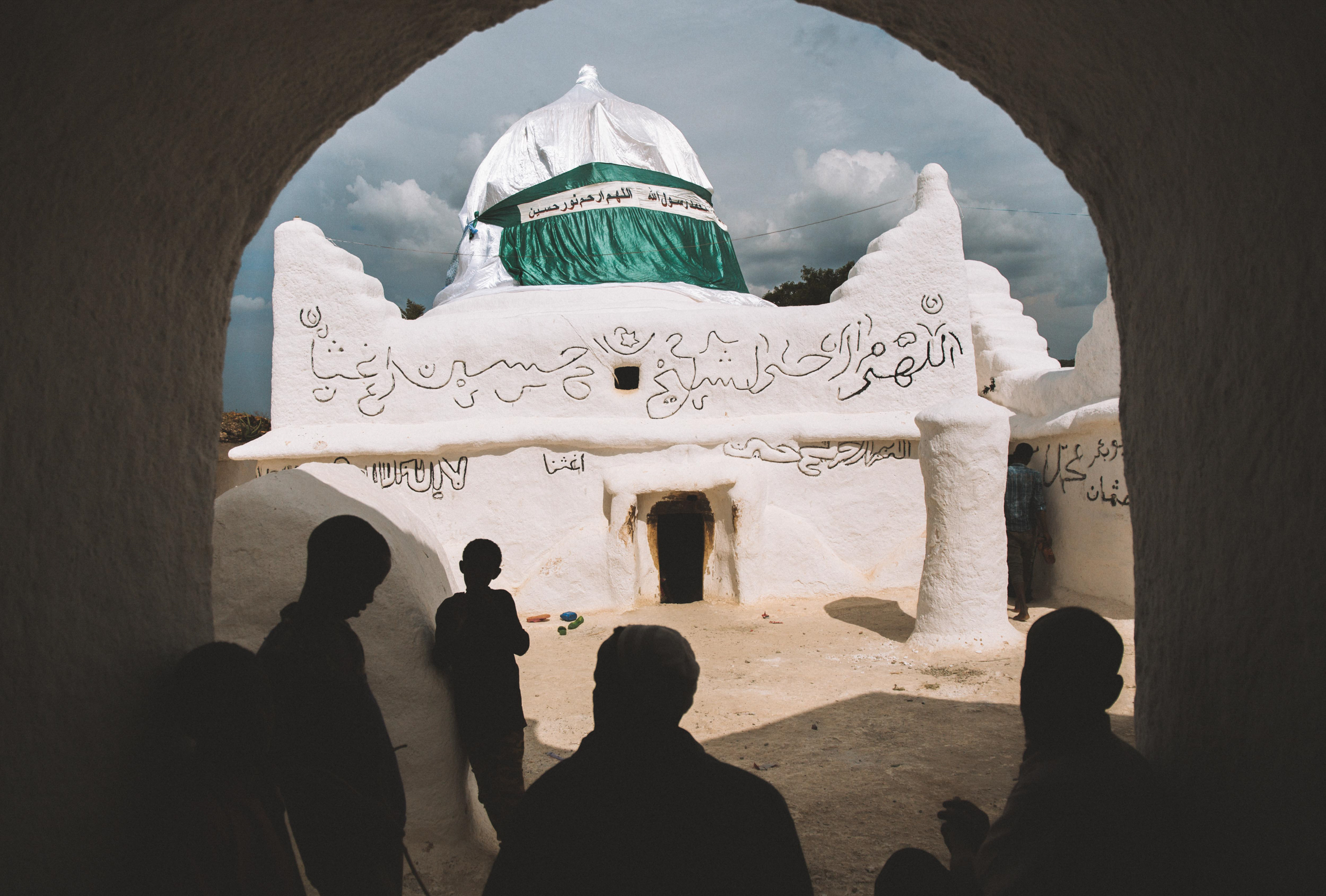
دیر شیخ حسین

این شهر به نام مکانی که در نظر بسیاری از مسلمانان اتیوپی مقدس‌ترین مکان این کشور است نام‌گذاری شده است: آرامگاه شیخ حسین، قدیسی از قرن سیزدهم با اصالت سومالیایی‌ها، که از روستای کوچکی به نام گلا در نزدیکی چیناکسن برخاسته بود. وی اسلام را به مردم سیداما، که در آن زمان در این منطقه زندگی می‌کردند، معرفی کرد. همچنین او را بنیان‌گذار و مؤسس سلطنت باله می‌دانند و به گفته‌ها، معجزات بسیاری انجام داده است. برخی از این معجزات در قدیس‌نگاری منتشر شده در قاهره در دهه ۱۹۲۰، تحت عنوان رَبیع القلوب ثبت شده‌اند.
اگرچه این شهر اکنون در سرزمین مردم اورومو واقع شده است، اما همچنان مقصد حدود ۵۰٬۰۰۰ زائر مسلمان اتیوپیایی در سال، طی ماه‌های حج و ربیع‌الاول است. اولین زیارت به مناسبت سالروز تولد شیخ حسین و دومین زیارت برای گرامیداشت سالروز وفات او برگزار می‌شود. زائران به‌طور سنتی چوب‌هایی شکافته به نام «اوله شیخ حسین» با خود حمل می‌کنند که بسیار کوچک‌تر از آن هستند که به‌عنوان عصا استفاده شوند و کاربرد عملی دیگری نیز ندارند. زائران پس از رسیدن به آرامگاه، نوبت به نوبت از طریق درگاهی کوچک و با حالت خزیده وارد آرامگاه این قدیس می‌شوند.
مجموعه مذهبی وسیعی که به شیخ حسین اختصاص دارد، شامل شهر و دره مجاور آن به نام کاچامساره می‌شود. در قرن هجدهم، امیر عبدالشکور بن یوسف از هرر یک زیارتگاه برای قدیس بغدادی، عبدالقادر گیلانی، در نزدیکی آرامگاه شیخ حسین و در داخل محوطه زیارتگاه ساخت. همچنین یک گورستان به‌عنوان بخشی از این مجموعه مقدس وقف شده است.
از دیگر بخش‌های این مجموعه، برکه دینکیرو است که در ۳۰۰ متری جنوب مسجد قرار دارد و با سنگ‌چینی خشک ساخته شده است. این برکه به چشمه‌ای با آب «معجزه‌آسا» مرتبط است. در ورودی منطقه مقدس، دو درخت انجیر وحشی به نام «کلتو» (که در زبان اورومو به انجیر سیکامور شناخته می‌شوند) قرار دارد.
در نزدیکی برکه دیگری به نام ایمارو، مسجدی وجود دارد که به پدر شیخ حسین نسبت داده می‌شود و دارای گنبدی به سبک هرری است. در اطراف این مجموعه، چندین غار نیز دیده می‌شود: «غار مارها»، «غار گیاهان» و «غار عسل». همچنین سازه‌های صخره‌ای وجود دارند که گفته می‌شود افراد سنگ‌شده هستند.